# Kristers Tobers
Kristers Tobers, né le 13 décembre 2000 à Dobele, est un footballeur international letton qui évolue au poste de défenseur central au Aberdeen FC.

## Biographie

### Carrière en club
Issu du centre de formation du Liepāja, Tobers fait ses débuts en équipe première le 10 juillet 2017 lors de la victoire 1-0 contre le BFC Daugavpils en Coupe de Lettonie.
En janvier 2020, il rejoint le Lechia Gdańsk en Pologne via un prêt avec option d'achat. Après seulement sept matchs avec le club polonais, Lechia déclenche l'option d'achat et Tobers signe ainsi un contrat avec le club de Ekstraklasa jusqu'en juin 2023.

### Carrière en sélection
Tobers fait ses débuts internationaux pour la Lettonie le 21 mars 2019, remplaçant Artūrs Karašausks (en) à la 68e minute du match de qualification à l'Euro 2020 contre la Macédoine du Nord, qui se solde par une défaite 3-1 à l'extérieur.

## Palmarès
Aberdeen FC
- Coupe d'Écosse (1) :
  - Vainqueur en 2025